# Alberto Carrasquilla
Alberto Carrasquilla Barrera (Bogotá, 24 de abril de 1959) es un economista y político colombiano. Fue ministro de hacienda y crédito público durante los gobiernos de Iván Duque Márquez y de Álvaro Uribe Vélez. En agosto de 2021 fue designado por el presidente Iván Duque para integrar la junta directiva del Banco de la República (Colombia) en reemplazo de Carolina Soto.

## Biografía
Alberto Carrasquilla es economista de la Universidad de los Andes, graduado en 1983. Tiene una maestría en Economía y un Doctorado en Economía de la Universidad de Illinois en Urbana-Champaign
Fue profesor de economía de la Universidad de los Andes y posteriormente decano de la Facultad de Economía de la Universidad de los Andes (2000-2002); Consultor Independiente (1998-2000).
En 2002 es nombrado por el presidente Álvaro Uribe viceministro de Hacienda y Crédito Público (2002-2003), con Roberto Junguito como Ministro de Hacienda. El 9 de junio de 2003 es nombrado Ministro de Hacienda y Crédito Público, cargo que desempeñaría hasta 2007.
También fue asesor económico en la Contraloría General de la República, cuando se desempeñó Carlos Ossa Escobar (1998-2002), investigador asociado de Fedesarrollo, cuando Juan José Echavarría era director, economista principal de investigación en el Banco Interamericano de Desarrollo en Washington D. C. (1997-1998) y gerente técnico en el Banco de la República (1993-1997).
Desde 2017 es socio de Crowe Horwath. Entre 2007 y 2017 fue socio de Konfigura Capital. Entre 2005 y 2007 fue elegido presidente del Comité de Desarrollo, órgano consultivo del Fondo Monetario Internacional y el Banco Mundial. En 2006 fue elegido presidente de la Junta de Gobernadores, órgano decisorio principal de la CAF (Banco de Desarrollo de América Latina).
En el año 2018 fue nombrado Ministro de Hacienda en el gobierno de Iván Duque Márquez. Durante su gestión desarrolló una reforma tributaria que preveía la subida de varios impuestos y que el presidente Iván Duque tenía planeado implementar en 2021. La reforma coincidió una caída de 6,8% del PIB (la peor de la historia del país) y con la pandemia de COVID-19 en Colombia. El malestar condujo a un paro nacional el 28 de abril, el cual evolucionaría en protestas masivas de rechazo en todo el país. El 5 de mayo, Carrasquilla renunció y la reforma fue retirada.
El 6 de abril de 2021 el gobierno de Duque lo candidateó a la presidencia ejecutiva de la Corporación Andina de Fomento. El 16 de junio de 2021, su candidatura se cayó y en su lugar fue elegido el abogado Sergio Díaz-Granados. El 30 de agosto, el presidente publicó en su cuenta de Twitter que nombra a Carrasquilla como codirector del Banco de la República en reemplazo de Carolina Soto.

## Controversias
En 2018 el periodista Daniel Coronell dijo que Carrasquilla se enriqueció a costa de los municipios colombianos. La investigación trataba sobre los "bonos de agua" (más tarde conocidos como los "bonos Carrasquilla") y el escándalo que generó repercutió en los medios nacionales e internacionales. Ya en 2013 el congresista Simón Gaviria había hecho duras críticas y advertía que los bonos de agua podían servir para lavar dinero.
Según el artículo publicado por Coronell en la revista Semana, el mismo año que dejó de ser ministro de Hacienda del gobierno de Álvaro Uribe (es decir en 2007), Carrasquilla se sirvió de la empresa Konfigura para usar a su favor un recurso financiero aprobado durante su gestión. Este recurso se debía a una reforma constitucional impulsada por el propio Carrasquilla que les permitió a los municipios empeñar mediante bonos los ingresos destinados a obras de infraestructura básica, como acueductos y redes de alcantarillado. La empresa Konfigura fue fundada por Carrasquilla y habría incurrido conflictos de interés a través de la empresa Grupo Financiero de Inversiones (GFI), una compañía creada por el fondo neoyorquino Panamerican Capital y de la que era representante legal Andrés Flórez, un funcionario de Carrasquilla en el ministerio y también socio suyo en Konfigura
Según la información revelada por los Panama Papers, mientras que Konfigura conseguía recursos a una tasa de interés del 8 por ciento, esta les cobraban a los municipios a través de GFI una tasa del 11 por ciento, lo que representaría un beneficio enorme para Carrasquilla, Flórez y sus socios. Hasta la fecha no se conocen las declaraciones de renta de Carrasquilla ni el valor del contrato entre Konfigura y GFI. Carrasquilla publicó un comunicado en el que afirma que no se enriqueció con los bonos de agua. En octubre de 2018 el senador Jorge Robledo presentó una moción de censura en su contra en el Senado, que fue rechazada con 63 votos en contra.

## Publicaciones
- Dimensiones fiscales de una inflación moderada: el caso colombiano, 2002.
- Tipo de cambio real en Colombia: ¿Qué pasó?, (con Andrés Arias), 1996.
- Demanda por reservas bajo bandas cambiarias, 1995.
- Exchange rate bands and shifts in the stabilization policy regime: issues suggested by the experience of Colombia, 1995.
- Consideraciones sobre el comportamiento de la tasa de cambio al interior de las bandas, (con Arturo Galindo), 1995.
- The changing role of the public sector: the Colombian case, 1995.
- Costos en bienestar de la inflación, teoría y una estimación para Colombia, (con Arturo Galindo y Hilde Patron), 1994.
- Desarrollo reciente de las políticas monetaria y cambiaria en Colombia”, 1994.